# Giovanni Di Lorenzo
Giovanni Di Lorenzo 4. srpen 1993, Castelnuovo di Garfagnana, Itálie)  je italský fotbalový obránce, který hraje na pozici pravého obránce za italský klub Neapol a za italskou reprezentaci.

## Přestupy
- z Matera do Empoli za 600 000 Euro
- z Empoli do Neapol za 9 800 000 Euro

## Kariéra

### Klubová

#### Počátky kariéry v Reggině a hostování v Cuneu
Di Lorenzo začal svou fotbalovou kariéru v mládežnickém týmu Regginy v roce 2009. Dne 29. května 2011 poprvé nastoupil za seniorský tým v zápase Serie B proti týmu Sassuolo. V sezóně 2012–13 odešel na hostování do týmu Cuneo v nižší italské soutěži Lega Pro Prima Divisione, kde odehrál 27 zápasů a zaujal svými nadějnými výkony.

#### Matera a Empoli
V letech 2015 až 2017 hrál Di Lorenzo za tým Matera, kde odehrál 58 zápasů a vstřelil 3 góly.
V srpnu 2017 přestoupil do týmu Empoli. Po pomoci týmu k postupu do Serie A debutoval 19. srpna 2018 v italské nejvyšší lize proti týmu Cagliari; v odvetném zápase proti stejnému soupeři vstřelil svůj první gól v Serii A.

#### Neapol
Dne 7. června 2019 přestoupil Di Lorenzo do týmu Napoli za 8 milionů eur. Během svého prvního roku v Neapoli se Di Lorenzo stal základním hráčem a pomohl týmu k sedmému místu v lize Serie A. Dále se podílel na vítězství proti týmu Juventus ve finále Coppa Italia. Napoli také postoupilo do osmifinále Ligy mistrů, kde Di Lorenzo zaznamenal 2 asistence a odehrál všechny zápasy. Ve své druhé sezóně v klubu pomohl týmu postoupit do šestnáctifinále Evropské ligy, avšak tým vypadl proti Granadě, celkovým skóre 3–2 pro soupeře. Napoli skončilo v lize páté. Di Lorenzo vstřelil 7 gólů za Napoli v lize a domácích pohárech.
Dne 15. července 2020 se spekulovalo o možném přestupu Di Lorenza do týmu Manchester United, ale nakonec podepsal pětiletou smlouvu s Napolí, která ho váže k týmu až do roku 2026.
Dne 14. července 2022 byl Di Lorenzo jmenován novým kapitánem týmu poté, co odešli Lorenzo Insigne a Kalidou Koulibaly. Dne 4. října vstřelil svůj první gól v Lize mistrů během výhry 6–1 venku nad Ajaxem během sezóny 2022–23.

### Reprezentační
Di Lorenzo reprezentoval italský tým na mládežnických úrovních U20 a U21.
Dne 14. srpna 2013 debutoval Di Lorenzo za italský tým do 21 let pod vedením trenéra a bývalého italského reprezentanta Luigi Di Biagio v přátelském zápase proti týmu Slovenska U21, který Itálie vyhrála 4–1.
Svůj debut v seniorské reprezentaci absolvoval 15. října 2019, kdy nastoupil jako základní hráč v zápase kvalifikace na ME 2020 proti Lichtenštejnsku. Itálie zvítězila venku 5–0.
V červnu 2021 byl zařazen do italského týmu na Mistrovství Evropy 2020 trenérem Roberto Mancini. Po výhře nad Belgií 2. července Di Lorenzo upoutal pozornost tím, že oslavil vítězství tak, že si svlékl kraťasy a běhal kolem ve svých spodním prádle. Dne 11. července získal s Itálií titul na Mistrovství Evropy po výhře 3–2 penaltovým rozstřelem nad Anglií na Wembley Stadium ve finále, po 1–1 po prodloužení; během finále odehrál Di Lorenzo celý zápas.
Dne 8. září vstřelil Di Lorenzo svůj první gól za italský seniorský národní tým, byl to poslední gól v zápase, ve kterém Itálie porazila Litvu doma 5–0 v kvalifikaci na Mistrovství světa 2022; také přispěl k prvnímu gólu Giacomo Raspadoriho, který byl třetím gólem v zápase.

## Statistika

### Klubová
| Sezóna            | Klub              | Liga                 | Liga   | Liga | Ligové poháry | Ligové poháry | Ligové poháry | Kontinentální poháry | Kontinentální poháry | Kontinentální poháry | Celkem | Celkem |
| Sezóna            | Klub              | Soutěž               | Zápasy | Góly | Soutěž        | Zápasy        | Góly          | Soutěž               | Zápasy               | Góly                 | Zápasy | Góly   |
| ----------------- | ----------------- | -------------------- | ------ | ---- | ------------- | ------------- | ------------- | -------------------- | -------------------- | -------------------- | ------ | ------ |
| 2008/09           | Lucchese          | Serie D              | 1      | 0    | -             | 0             | 0             | -                    | 0                    | 0                    | 1      | 0      |
| 2009/10           | Reggina           | Serie B              | 0      | 0    | -             | 0             | 0             | -                    | 0                    | 0                    | 0      | 0      |
| 2010/11           | Reggina           | Serie B              | 1      | 0    | IP            | 0             | 0             | -                    | 0                    | 0                    | 1      | 0      |
| 2011/12           | Reggina           | Serie B              | 1      | 0    | IP            | 0             | 0             | -                    | 0                    | 0                    | 1      | 0      |
| 2012/13           | Cuneo             | Lega Pro 1 Divisione | 28     | 0    | IP            | 0             | 0             | -                    | 0                    | 0                    | 28     | 0      |
| 2013/14           | Reggina           | Serie B              | 20     | 0    | IP            | 0             | 0             | -                    | 0                    | 0                    | 20     | 0      |
| 2014/15           | Reggina           | Lega Pro             | 38     | 0    | IP            | 1             | 0             | -                    | 0                    | 0                    | 39     | 0      |
| Celkem za Regginu | Celkem za Regginu | Celkem za Regginu    | 60     | 0    | -             | 1             | 0             | -                    | 0                    | 0                    | 61     | 0      |
| 2015/16           | Matera            | Lega Pro             | 33     | 2    | -             | 0             | 0             | -                    | 0                    | 0                    | 33     | 2      |
| 2016/17           | Matera            | Lega Pro             | 27     | 2    | IP            | 4             | 0             | -                    | 0                    | 0                    | 31     | 2      |
| Celkem za Materu  | Celkem za Materu  | Celkem za Materu     | 60     | 4    | -             | 4             | 0             | -                    | 0                    | 0                    | 64     | 4      |
| 2017/18           | Empoli            | Serie B              | 36     | 1    | IP            | 0             | 0             | -                    | 0                    | 0                    | 36     | 1      |
| 2018/19           | Empoli            | Serie A              | 37     | 5    | IP            | 1             | 0             | -                    | 0                    | 0                    | 38     | 5      |
| Celkem za Empoli  | Celkem za Empoli  | Celkem za Empoli     | 73     | 6    | -             | 1             | 0             | -                    | 0                    | 0                    | 74     | 6      |
| 2019/20           | Neapol            | Serie A              | 33     | 3    | IP            | 5             | 0             | LM                   | 8                    | 0                    | 46     | 3      |
| 2020/21           | Neapol            | Serie A              | 36     | 3    | IP+IS         | 4+1           | 1+0           | EL                   | 8                    | 0                    | 49     | 4      |
| 2021/22           | Neapol            | Serie A              | 33     | 1    | IP            | 1             | 0             | EL                   | 8                    | 0                    | 42     | 1      |
| 2022/23           | Neapol            | Serie A              | 37     | 3    | IP            | 0             | 0             | LM                   | 10                   | 2                    | 47     | 5      |
| 2023/24           | Neapol            | Serie A              | 36     | 1    | IP+IS         | 1+2           | 0+0           | LM                   | 8                    | 1                    | 47     | 2      |
| 2024/25           | Neapol            | Serie A              | 37     | 3    | IP            | 2             | 0             | -                    | 0                    | 0                    | 39     | 3      |
| Celkem za Neapol  | Celkem za Neapol  | Celkem za Neapol     | 212    | 14   | -             | 16            | 1             | -                    | 42                   | 3                    | 270    | 18     |
| Celkově           | Celkově           | Celkově              | 435    | 24   | -             | 29            | 1             | -                    | 42                   | 3                    | 506    | 28     |

### Reprezentační

#### Statistika na velkých turnajích
| Reprezentace | Rok     | Zápasy             | Zápasy | Zápasy    | Zápasy           | Zápasy           | Zápasy           |
| Reprezentace | Rok     | Fáze turnaje       | Datum  | Soupeř    | Odehraných minut | Vstřelené branky | Výsledek         |
| ------------ | ------- | ------------------ | ------ | --------- | ---------------- | ---------------- | ---------------- |
| Itálie       | ME 2020 | 1 zápas ve skupině | 11. 6. | Turecko   | 45               | 0                | 3:0              |
| Itálie       | ME 2020 | 2 zápas ve skupině | 16. 6. | Švýcarsko | 90               | 0                | 3:0              |
| Itálie       | ME 2020 | Osmifinále         | 26. 6. | Rakousko  | 120              | 0                | 2:1 v prodl.     |
| Itálie       | ME 2020 | Čtvrtfinále        | 2. 7.  | Belgie    | 90               | 0                | 2:1              |
| Itálie       | ME 2020 | Semifinále         | 6. 7.  | Španělsko | 120              | 0                | 1:1, 4:2 na pen. |
| Itálie       | ME 2020 | Finále             | 11. 7. | Anglie    | 120              | 0                | 1:1, 3:2 na pen. |

#### Reprezentační branky
| Gól | Datum        | Stadion                                                    | Soupeř    | Skóre | Výsledek | Soutěž                 |
| --- | ------------ | ---------------------------------------------------------- | --------- | ----- | -------- | ---------------------- |
| 010 | 8. 9. 2021   | Mapei Stadium - Città del Tricolore, Reggio Emilia, Itálie | Litva     | 5:0   | 5:0      | Kvalifikace na MS 2022 |
| 02  | 12. 11. 2021 | Stadio Olimpico, Řím, Itálie                               | Švýcarsko | 1:1   | 1:1      | Kvalifikace na MS 2022 |
| 03  | 16. 11. 2022 | Stadion Qemal Stafa, Tirana, Albánie                       | Albánie   | 1:1   | 1:3      | Přátelské utkání       |
| 04  | 14. 10. 2024 | Stadio Friuli, Udine, Itálie                               | Izrael    | 2:0   | 4:1      | LN UEFA 2024/2025      |
| 05  | 14. 10. 2024 | Stadio Friuli, Udine, Itálie                               | Izrael    | 3:1   | 4:1      | LN UEFA 2024/2025      |

## Úspěchy

### Klubové

#### Národní
- vítěz 1. italské ligy (2x)

Neapol: 2022/23, 2024/25
- vítěz 2. italské ligy (1x)

Empoli: 2017/18
- vítěz italského poháru (1x)

Neapol: 2019/20

### Reprezentační
- 2× na ME (2020 – zlato, 2024)
- 2× na LN (2020/21 – bronz, 2022/23 – bronz)

### Individuální
- Tým roku Serie A (2022, 2023)

### Vyznamenání
Řád zásluh o Italskou republiku (16. 7. 2021) z podnětu Prezidenta Itálie